# Mattéo Ahlinvi
Mattéo Ahlinvi, né le 2 juillet 1999 à Arcachon, est un footballeur international béninois qui joue comme milieu de terrain au Arsenal Toula.

## Biographie

### Carrière en club
Après avoir participé à deux matchs de Coupe de France et de Coupe de la Ligue lors de la saison 2019-2020, Mattéo Ahlinvi signe son premier contrat professionnel avec le Nîmes Olympique lors de l'été 2020.

### Carrière en sélection
Mattéo Ahlinvi est sélectionné pour la première fois avec l'Équipe du Bénin à l'occasion d'un match amical contre le Gabon remporté deux buts à zéro, et lors duquel il joue un peu plus d'une demi-heure.

## Statistiques

### Statistiques détaillées
| Saison                | Club                  | Championnat           | Championnat | Championnat | Championnat | Coupe(s) nationale(s) | Coupe(s) nationale(s) | Coupe(s) nationale(s) | Bénin | Bénin | Bénin | Total | Total | Total |
| Saison                | Club                  | Division              | M.          | B.          | P.d.        | M.                    | B.                    | P.d.                  | M.    | B.    | P.d.  | M.    | B.    | P.d.  |
| 2019-2020             | Nîmes Olympique       | Ligue 1               | -           | -           | -           | 1                     | 0                     | 0                     | -     | -     | -     | 1     | 0     | 0     |
| 2020-2021             | Nîmes Olympique       | Ligue 1               | 20          | 2           | 0           | 1                     | -                     | -                     | 2     | 0     | 0     | 23    | 2     | 0     |
| Sous-total            | Sous-total            | Sous-total            | 8           | 1           | 0           | 2                     | 0                     | 0                     | 2     | 0     | 0     | 12    | 1     | 0     |
| 2021-2022             | Dijon FCO             | Ligue 2               | 23          | 0           | 0           | 2                     | 0                     | 0                     | 7     | 0     | 0     | 32    | 0     | 0     |
| 2022-2023             | Dijon FCO             | Ligue 2               | 21          | 2           | 0           | 0                     | 0                     | 0                     | 4     | 0     | 0     | 25    | 2     | 0     |
| Sous-total            | Sous-total            | Sous-total            | 44          | 2           | 0           | 2                     | 0                     | 0                     | 11    | 0     | 0     | 57    | 2     | 0     |
| Total sur la carrière | Total sur la carrière | Total sur la carrière | 52          | 3           | 0           | 4                     | 0                     | 0                     | 13    | 0     | 0     | 69    | 3     | 0     |